# Per-Axel Dahlman
Per-Axel "Acke" Dahlman, född 2 januari 1928 i Hemsö församling i Ångermanland, död 17 maj 2018 i Stenungsund, var en svensk skådespelare och musiker (kontrabas).
Dahlman var även under många år medarbetare på Sveriges Radio Blekinge.

## Filmografi
- 1950 – Svenska takter
- 1954 – Flicka med melodi
- 1957 – Gäst i eget hus
- 1957 – Enslingen Johannes